# Marathyssa albistigma
Marathyssa albistigma là một loài bướm đêm trong họ Noctuidae.